# Lista över ordenshärolder vid Kungl. Maj:ts Orden
Detta är en lista över Kungl. Maj:ts Ordens härolder. Ämbetet upphörde 31 december 1974.

## Ordenshärolder
- 1748–: Johan Jakob von Döbeln
- 1748–: Balthazar Philip von Kemna
- 1749–: Mathias Benzelstierna
- 1853–: Johan von Heland
- 1755–: Carl Nordenflycht
- 1761–: Carl Albin Rodenadler
- 1762–: Christian von Kocken
- 1768–: Carl Hiaerne
- 1768–: David Plaan
- 1769–: Jacob von Engeström
- 1771–: Fredrik Ulrik Wallenstråle
- 1774–: Elis Schröderheim
- 1775–: Christian von Numers
- 1780–: Samuel af Ugglas
- 1780–: Leonhard von Hauswolff
- 1786–: Mathias Rosenblad
- 1791–: Albrecht Ehrenström
- 1794–: N. W. Marks von Wurtenberg
- 1794–: Carl Johan Iserhielm
- 1796–: Henrik Wilhelm Iserhielm
- 1800–: G. M. Stuart
- 1802–: Johan Samuel Jegerhielm
- 1802–: Lars David von Troil
- 1808–: Johan Fredrik von Schantz
- 1808–: Pehr Munck af Rosensköld
- 1810–: Eric Julius Lagerheim
- 1810–: G. A. Gyllenram
- 1815–: G. A. af Segerström
- 1814–: Axel W. Grundelstierna
- 1818–: A. von Wahrendorff
- 1826–: Carl Gustaf Ulfsparre
- 1826–: Nils Wilhelm af Zellén
- 1836–: Nils Tersmeden
- 1836–: Knut von Troil
- 1838–: Ludvig Manderström
- 1840–: A. A. Reenstierna
- 1844–: Malcolm Gustaf von Schantz
- 1846–: Knut Erik Skjöldebrand
- 1846–: Johan Ludvig Bogeman
- 1846–: Evlad Gustaf Leijonmarck
- 1859–: Claes Rudrik Cederström
- 1921–1924: Axel Verner Carl Eriksson Leijonhufvud
- 1924–1926: Sten Lewenhaupt
- 1926–1929: Carl-Fredrik Lagerfelt
- 1929–1935: Ove Ramel
- 1933–1935: Thomas Adlercreutz
- 1935–1938: Wilhelm Tersmeden
- 1938–: Hakon Mörner
- 1940–1944: Fritz Carl Louis Stackelberg
- 1944–1945: Karl Gustaf Eugeni Lagerfelt
- 1945–1949: Baltzar Wachtmeister
- 1949–1955: Gustaf Bonde
- 1950–1956: Carl Reinhold Rudbeck
- 1956–1961: Göran von Otter
- 1961–1974: Erik Uggla
- 1975–: Vakant
- 2023–: Jonas Arnell